# بير أبرامسن
بيتر (بير أو بيري) آبرامسن (روتردام، 27 مارس 1941 – روتردام، 13 مارس 2018) كان نحاتًا هولنديًا وأستاذًا زائرًا في جامعة دلفت للتكنولوجيا، معروفًا بأعماله التي تجمع بين التجريد والواقعية.

## الحياة والعمل
عاش أبرامسن أول سنوات حياته في روتردام - أوفرشاي. من عام 1957 إلى 1961 درس في أكاديمية روتردام للفنون الجميلة والعلوم التطبيقية، حيث تخرج كنحات. بدأ أبرامسن مسيرته الفنية كنحات تجريدي مباشرة بعد تخرجه، وعاش وعمل في روتردام وفرنسا.
منذ بداية مسيرته، استكشف أبرامسن إمكانيات المواد البديلة، حيث عمل في الشمع، والبرونز، والطين، والفولاذ (غير القابل للصدأ)، والرمل، والجص، والبليكسي، والخشب، والبوليستر، والمطاط، والحجر، والخرسانة، والبوليسترين (EPS و XPS). استكشف حدود تنوع المواد، وتعلم العديد من التقنيات الجديدة وبحث في تطبيقات المكان الجديدة. تم عرض أعماله في العديد من المعارض والمتاحف المحلية والدولية، وأصبحت جزءًا من العديد من المجموعات المتحفية والخاصة والشركات.
في أواخر السبعينات، دخلت الأشكال المجسمة عالم التجريد، ولاحقًا دمج أيضًا قضايا اجتماعية في ما يُسمى "تماثيل الطاولة". في أوائل التسعينات، بدأ أبرامسن بالتجربة مع الضوء والظلال في الصور الفوتوغرافية، والرسوم التوضيحية، والمنحوتات. بنى مسبكًا للبرونز خاصًا به بعد عدة سنوات من تخرجه، حيث كان يطمح إلى أن يكون كل جزء من عملية الصب في يديه.

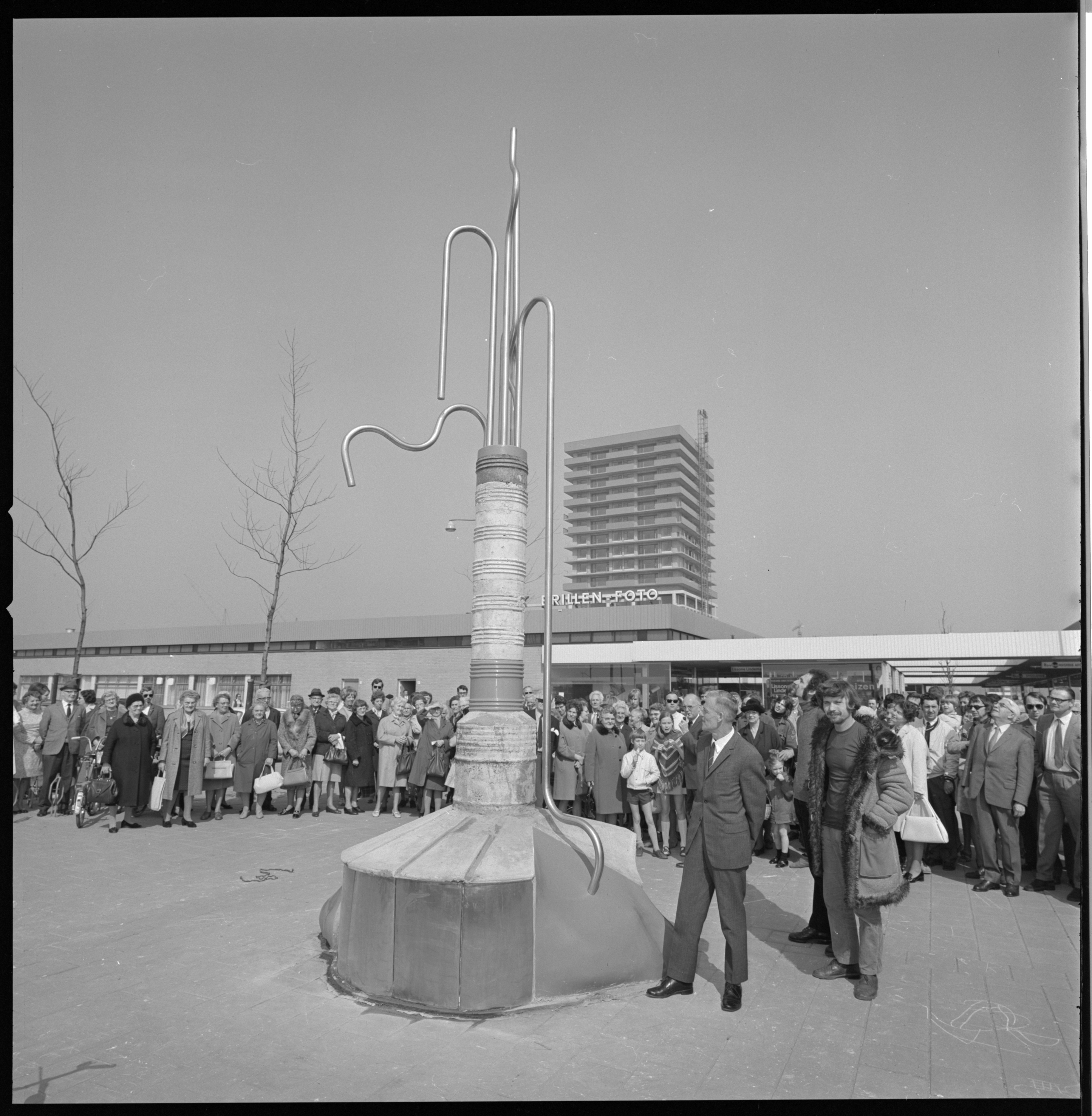
عرض تمثال "باكن" في روتردام في 1971

في عام 1969، تم التبرع بمنحوتة من أعمال أبرامسن من قبل شركة سيمنز إلى بلدية روتردام. في عام 1971، تبرع أبرامسن وروب ماينغي لشعب روتردام بنحتة كبيان سياسي، مفادها أن الفنانين لا يعيشون فقط على حساب المجتمع. كانت هذه المنحوتة تُدعى "باكن" (المنارة).
كما قام أبرامسن بتجديد ما لا يقل عن 15 منزلًا بخلاف منشأتين صناعيين لصالح معرض رام (RAM) وطابق مكتبي لصالح بيل ألسوب. لتوفير مكان لجماعة الصب، صمم بناءً من الحاويات. كما بنى ثلاث هياكل فولاذية لليخوت الشراعية وصمم وبنى منزلين لنفسه مع استوديوهات مجاورة له في فرنسا في عامي 1980 و2001.
كان أبرامسن مؤسسًا ورئيسًا للمبادرات الفنية مثل "سارك" (SARK)، "ستيك" (STEK)، وجماعة صب البرونز المسماة "سكلبتور" (sCULpTUUR). كما كان رئيسًا لـ "بي بي كيه رينموند" (BBK Rijnmond)، وعضوًا في العديد من اللجان، وأستاذًا زائرًا في الأكاديميات، ومن 1997 إلى 2003 تم تعيينه أستاذًا زائرًا في جامعة دلفت للتكنولوجيا.
في عام 1965، فاز بالمركز الثاني لجائزة الثقافة في لاهاي مع عمله "أرابيسك"،  تلاه فوزه بجائزة "ياكوب هارتوغ" في عام 1989 مع عمله "الشمسيات"، أيضًا في لاهاي. في عام 2020، تم تأسيس "صندوق بير أبرامسن".
الحياة الشخصية
في أوائل الستينات، تزوج من زميلته في الدراسة بيري كودام. كان لديهما ابنة تُدعى إيلز.

## الأعمال (مختارات)
- - باكن (1971)، شارع غروينينكس فان زويلينلاين في روتردام – مع روب ماينغي
  - واندبلاستيك (1980)، قاعة رياضية في روتردام
  - الأقماع (1984)، شارع باومانلاين و آبسويغ في روتردام - أوفرشاي[5]
  - آلونجيه (1986)، ساحة فناء مبنى البلدية في شارع هيرنسترات في لايدشدام - فوربورغ[15]
  - أنامورفوز (1996)، شارع باخلاين في بارندريخت
  - الضوء في الظل (2011)، ميرفهود في بابندريخت

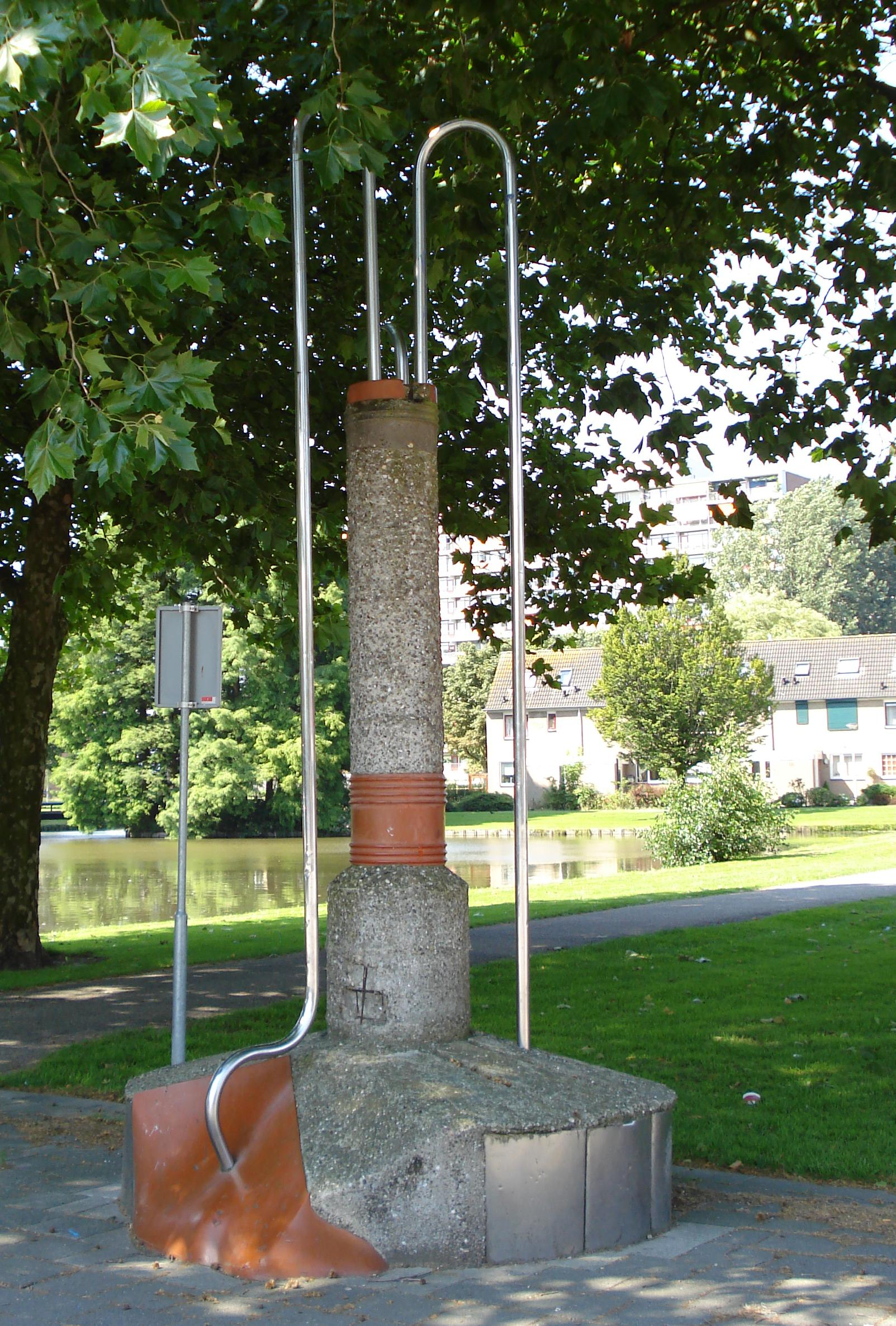
باكن (1971)، روتردام

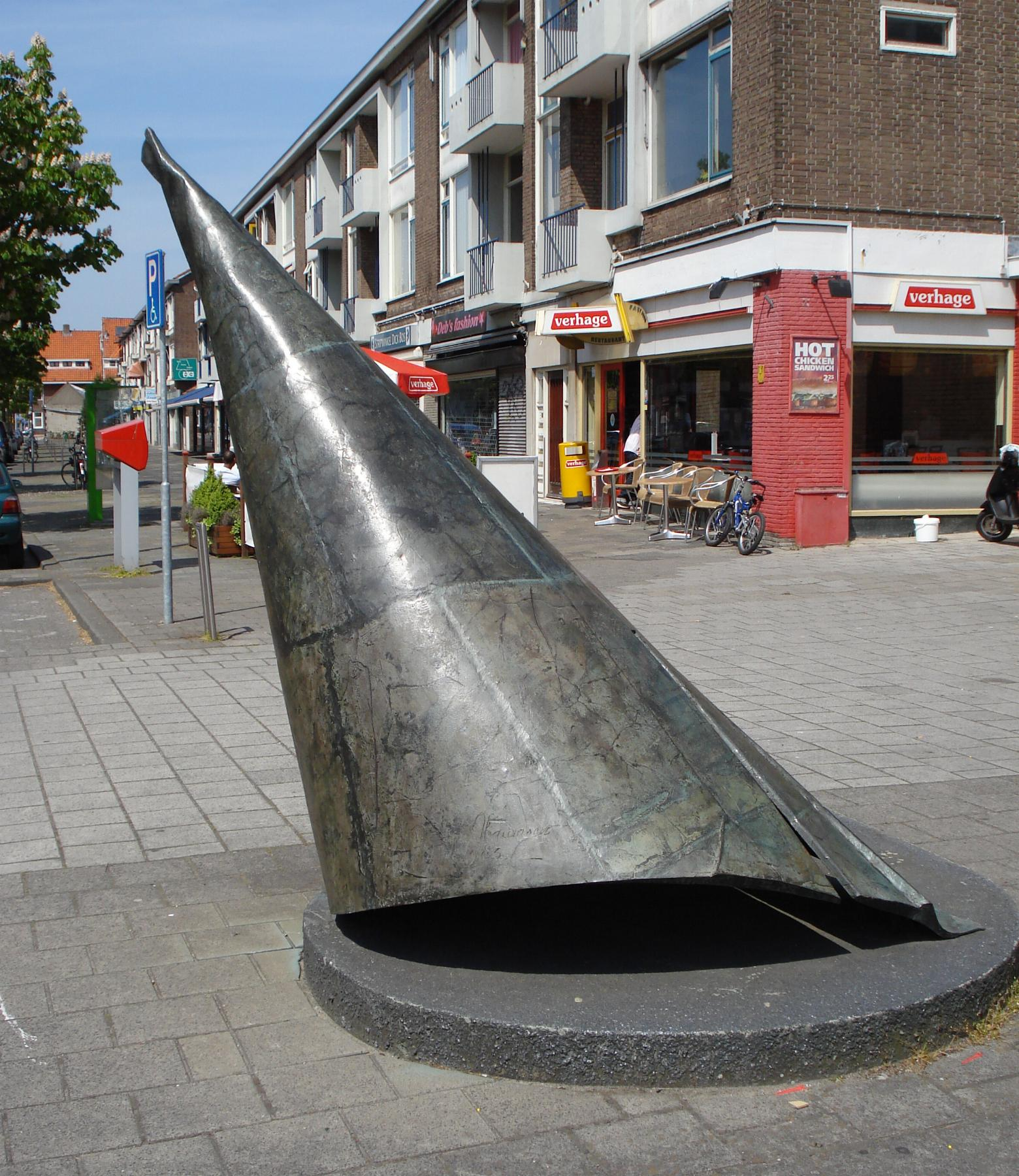
الأقماع (1984)، روتردام - أوفرشاي

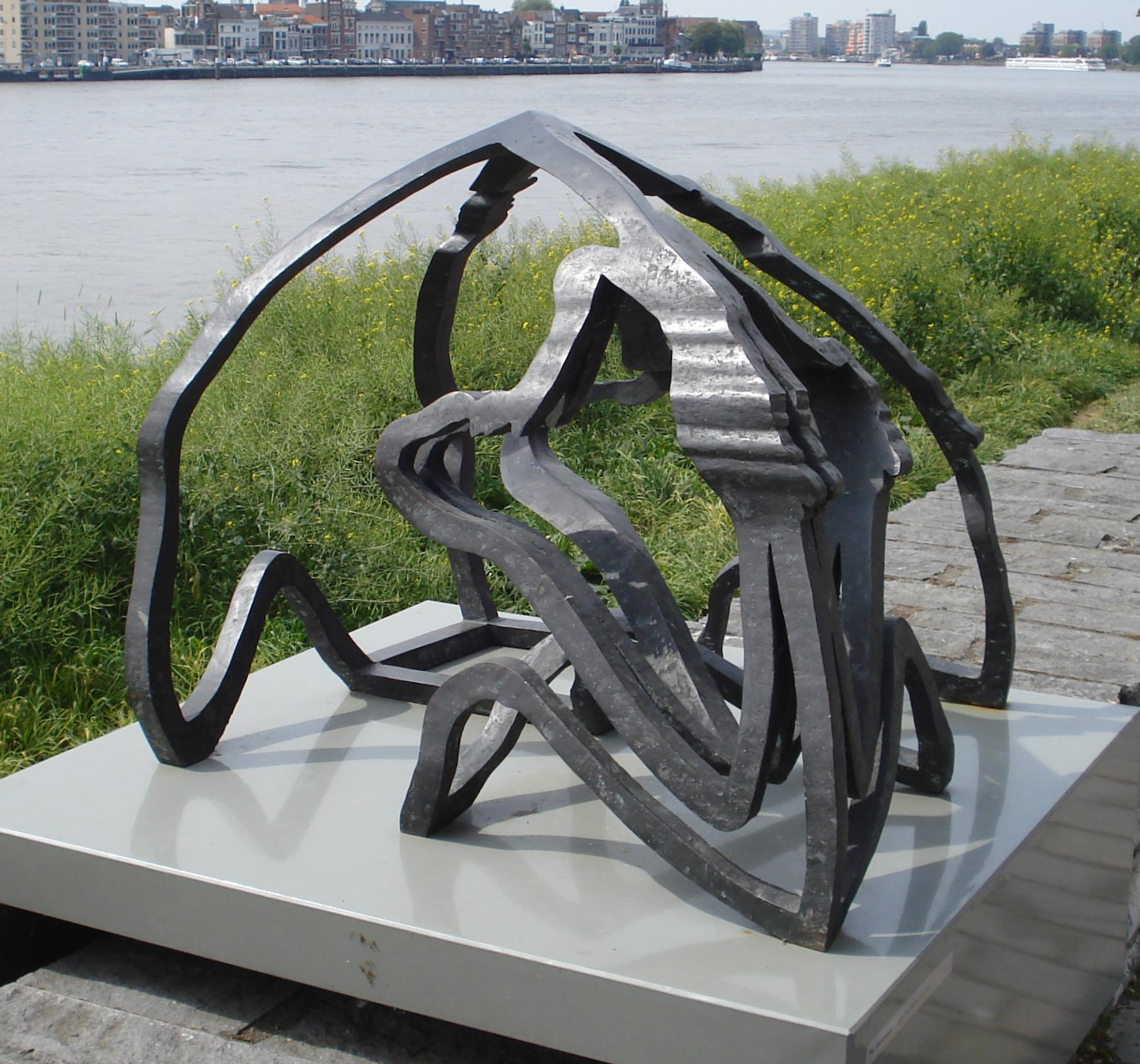
الضوء في الظل (2011)

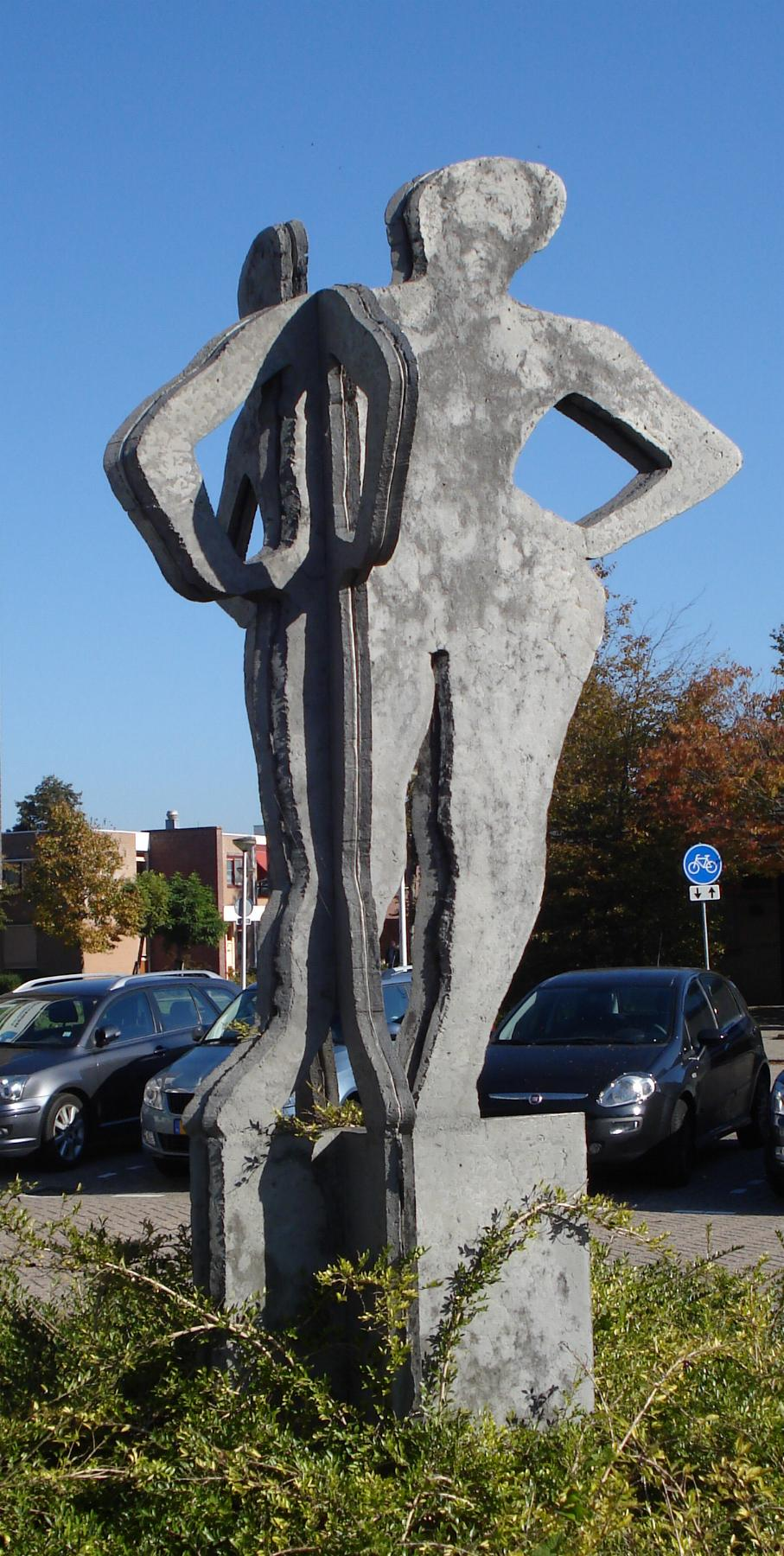
أنامورفوز (1996)، بارندريخت

## المعارض
كان أبرامسن ممثلًا من قبل معرض رام في روتردام. تم عرض أعماله في العديد من المتاحف داخل هولندا وخارجها، مثل المعرض المتنقل للمواهب الهولندية الشابة الذي نظمته وزارة الثقافة. بعض المعارض المختارة تشمل: متحف برينسنهوف، كيوكنهوف، متحف فان رييكوم، متحف ستيديليج في شيدام، متحف دوردريخت، متحف غوركوم، متحف زفوله، متحف غابروفو، غرونينغن، هيلفيرسوم، ماسلايس، آسن، نوكك هيست (بلجيكا)، كرويثويز في دين بوش، متحف يودن، متحف الكترا في باريس (فرنسا)، ميديلهيم في أنتويرب (بلجيكا)، متحف الهواء الطلق للنحت في ميديلهيم، بييلدين آان زي في شيڤنينغن، ومتحف تيرا روزا في ساليرن (فرنسا).
كما كانت أعماله جزءًا من العديد من مسارات النحت في ديبنهيم، دلفت، غرونينغن، سليدريخت، دوردريخت، باريس، أمستردام، وروتردام. كما أقام معارض فردية في معارض بفرنسا، والولايات المتحدة الأمريكية، وبلجيكا، وهولندا، وألمانيا، وعُرضت أعماله في معارض الفن في بازل، شيكاغو، نيويورك، فيلادلفيا، مرسيليا، أمستردام، روتردام، ساليرن و نيس.
المعارض، مختارات
- 1966: بير أبرامسن، تماثيل، تون فان أوس، رسومات. دروميداريس إنكهاوزن.[16]
- 1967: لينتيا، روتردام أهوي، روتردام.[17]
- 1967: تماثيل بيري أبرامسن، معرض دي هاس، روتردام.[18]
- 1968: معرض 845، أمستردام.[19]
- 1968: روب فيجي و بيري أبرامسن، معرض دي دولين، روتردام.[20][21]
- 1971: متحف ميديلهيم للنحت في الهواء الطلق، أنتويرب.
- 1980: معرض فردي، استوديو بولكري، لاهاي.[22]
- 1985: معرض فردي، مركز الفنون التصويرية، روتردام.[5]
- 1987: معرض فردي، فيرينيغدي سباربانك، روتردام.[23]
- 1989: معرض فردي، استوديو بولكري، لاهاي.
- 1991: التماثيل في هولندا. متحف دوردريخت.[24]
- 1994: تماثيل بير أبرامسن، متحف ستيديليج زفوله.[25]

## المنشورات
- أبرامسن، بير. بير أبرامسن: تماثيل. ترجمة: شانتال ستينفرت كلون وآخرون. فينلو: فان سبايك، 1985.